# 四社会
四社会（よんしゃかい）は、九州地方を本拠地とする暴力団組織の親睦団体。福岡県北九州市に本部を置く工藤会、同県久留米市に本部を置く道仁会、同県田川市に本部を置く太州会、ならびに熊本県に本部を置く熊本會から成る。

## 来歴
西日本地区の暴力団親睦団体『西日本二十日会』が1991年をもって解散。これに伴い、工藤会、道仁会、ならびに太州会という、九州地方の独立暴力団組織三団体が新たな親睦団体『三社会』を結成。さらに2005年から熊本會が新たに加入し、同時に名称を『四社会』へと改し現在に至る。

## 情勢
熊本会を除く三団体は全てが暴力団員による不当な行為の防止等に関する法律（暴力団対策法）の定めるところの指定暴力団にあたる。主な活動として、加盟四団体の最高幹部らが集い開催する毎月一度の定例会合が挙げられる。そうした活動を通しての交流関係に有意な深度が見受けられることから、『親睦団体』の域を超えたところの『攻守同盟』であるとする見方も示されている。